# Спешнев, Алексей Владимирович
Алексей Владимирович Спе́шнев (1911—1994) — советский кинорежиссёр и сценарист, автор игровых фильмов, педагог. Член КПСС с 1958 года.

## Биография
Алексей Владимирович Спешнев родился 14 (27 марта) 1911 года в Харькове.
В 1929 году окончил киношколу Б. В. Чайковского, в 1929—1930 годах учился на литературном отделении Рабочего университета. С 1929 года работает внештатным рецензентом московских газет. В 1932—1934 годах работает сценаристом на студии «Мосфильм». Во время войны был начальником сценарного отдела и член художественного совета ЦОКС. С 1954 года исполняющий обязанности председателя кинокомиссии СП СССР. 
В 1958—1967 годах — педагог ВГИКа, руководитель сценарной мастерской, профессор. В 1960—1962 годах входил в состав приемной комиссии и читал лекции слушателям Высших сценарных курсов
В 1963—1973 годах режиссёр на киностудии «Беларусьфильм».
Автор биографической повести «Бег дней» (1983), «Триптих» (1986).

## Работы

### Автор сценария
- 1939 — Друзья встречаются вновь (совместно с Александром Филимоновым)
- 1940 — Пятый океан (совместно с Александром Филимоновым)
- 1944 — Концерт пяти республик (фильм-спектакль)
- 1945 — Тахир и Зухра (узб. Тоҳир ва Зуҳра) (совместно с Сабиром Абдуллой)
- 1947 — Алишер Навои (совместно с Виктором Шкловским, Иззатом Султановым и Уйгуном)
- 1947 — Дорога без сна (совместно с Яковом Ялунером)
- 1947 — Миклухо-Маклай (совместно с Владимиром Волькенштейном)
- 1951 — Пржевальский (совместно с Владимиром Швейцером)
- 1952 — Неразлучные друзья (совместно с Александром Батровым)
- 1956 — Игнотас вернулся домой (лит. Ignotas grįžo namo)
- 1960 — Обыкновенная история
- 1964 — Москва — Генуя
- 1967 — Тысяча окон
- 1970 — Чёрное солнце (при участии Кузьмы Киселёва)
- 1972 — Хроника ночи
- 1975 — Поезд памяти (анимационный)
- 1978 — Плата за истину (совместно с Борисом Могилевским)
- 1989 — Притча об артисте. Лицедей (анимационный, Премия «Ника» 1990)

### Режиссёр
- 1964 — Москва — Генуя (совместно с Владимиром Корш-Саблиным и Павлом Армандом)
- 1967 — Тысяча окон (совместно с Владимиром Роговым)
- 1970 — Чёрное солнце
- 1972 — Хроника ночи
- 1978 — Плата за истину

## Награды и премии
- Государственная премия БССР (1967) — за фильм «Москва — Генуя»